# 로드니 저킨스
로드니 저킨스(Rodney Jerkins, 1977년 7월 29일 ~ )는 다크차일드(Darkchild)라는 예명으로 잘 알려진 미국의 음악 프로듀서이다. 저킨스는 마이클 잭슨, 재닛 잭슨, 비욘세, 메리 J. 블라이즈, 머라이어 캐리, 휘트니 휴스턴, 리한나, 저스틴 비버, 루서 밴드로스, 제니퍼 로페즈, 토니 브랙스턴, 데스티니스 차일드, 레이디 가가, 스파이스 걸스, 브리트니 스피어스, 백현 등을 포함한 여러 음악가와 작업하였다.
저킨스는 전 세계적으로 160,000,000건 이상의 판매 기록을 달성하였으며, 그래미상을 네 번 수상하였다.